# Sergio Rastrelli
Sergio Rastrelli (Napoli, 17 gennaio 1966) è un politico italiano, dal 2022 senatore della Repubblica per Fratelli d'Italia.

## Biografia
Nato il 17 gennaio 1966 a Napoli, uno dei cinque figli di Maria Liliana Scaramella e Antonio Rastrelli, politico esponente del Movimento Sociale Italiano e Alleanza Nazionale, senatore, deputato, sottosegretario al tesoro nel primo governo Berlusconi e presidente della Regione Campania dal 1995 al 1999; Rastrelli è residente ad Avellino ed esercita la professione di avvocato cassazionista con omonimo studio legale.
Esponente di Fratelli d'Italia, dopo essere stato proposto come candidato sindaco di Napoli del centro-destra alternativo all'ex PM Catello Maresca, a settembre 2021 viene nominato dalla presidente del partito Giorgia Meloni come responsabile cittadino di Napoli.
Alle elezioni politiche anticipate del 2022 viene candidato al Senato della Repubblica, tra le liste di Fratelli d'Italia nel collegio plurinominale Campania 1, dov'è eletto senatore. Nella XIX legislatura è segretario della 2ª Commissione Giustizia, componente della Giunta delle elezioni e delle immunità parlamentari e del Comitato parlamentare per i procedimenti di accusa.